# Yanne Dorenbos
Yanne Dorenbos (Castricum, 15 de septiembre de 2000) es un deportista neerlandés que compite en ciclismo en las modalidades de pista y ruta.
Ganó una medalla de bronce en el Campeonato Mundial de Ciclismo en Pista de 2024 y dos medallas en el Campeonato Europeo de Ciclismo en Pista de 2025.

## Medallero internacional
| Campeonato Mundial | Campeonato Mundial       | Campeonato Mundial | Campeonato Mundial |
| Año                | Lugar                    | Medalla            | Competición        |
| ------------------ | ------------------------ | ------------------ | ------------------ |
| 2024               | Ballerup (Dinamarca)     | Medalla de bronce  | Ómnium             |
| Campeonato Europeo |                          |                    |                    |
| Año                | Lugar                    | Medalla            | Competición        |
| 2025               | Heusden-Zolder (Bélgica) | Medalla de oro     | Madison            |
| 2025               | Heusden-Zolder (Bélgica) | Medalla de plata   | Puntuación         |